# Kvarteret Yngve
Kvarteret Yngve i Ronneby ingår i 1864 års rutnätsplan och var under lång tid stadens hamnkvarter med magasin och speditionsföretag mot Strandgatan. Platsen mellan kvarteret och Ronnebyån var en del av den gamla köpingens hamnplats, känt som Hamnbryggan. 
Kockums hade magasinsbyggnader för omlastning i korsningen mellan Strandgatan och Nygatan, som fick flyttas in från gatan då de nya tomterna stakades ut i kvarteret. Magasinet omvandlades 1916 till möbelaffär med tapetserarverkstad. Detta utvecklades med en ny möbelfabrik 1918 i två våningar på kvarterets innergård. 
1891 köper Ronneby Ångslups AB kontorslokaler på Strandgatan 10 och har sitt huvudkontor i kvarteret.
På fastigheten kv. Yngve 3 ligger Ronneby stads första stenhus, som uppfördes 1898 med lökkupol och fasad i rött tegel.